# El teorema de Marguerite
El teorema de Marguerite (francès: Le Théorème de Marguerite) és una pel·lícula dramàtica francosuïssa del 2023 coescrita i dirigida per Anna Novion. Tracta d'una estudiant de matemàtiques de l'École Normale Supérieure la carrera de la qual es veu capgirada quan es descobreix un error en el seu treball. Es va projectar per primer cop el 22 de maig de 2023 al 76è Festival de Canes. Es va distribuir als cinemes de França l'1 de novembre de 2023. S'ha doblat i subtitulat al català.
Per mostrar les matemàtiques de manera realista a la pantalla, Anna Novion va treballar amb la matemàtica francesa Ariane Mézard, que va proporcionar totes les equacions escrites pels personatges de la pel·lícula, perquè totes fossin autèntiques. A més, Mézard fins i tot va fer progressos reals en la conjectura de Goldbach, l'objectiu del treball de Marguerite, per a la pel·lícula.

## Repartiment
- Ella Rumpf com a Marguerite Hoffmann
- Jean-Pierre Darroussin com a Laurent Werner, el seu director de tesi
- Clotilde Courau com a Suzanne
- Julien Frison com a Lucas Savelli
- Sonia Bonny com a Noa
- Cheng Xiaoxing com el senyor Kong
- Idir Azougli com a Yanis
- Camille de Sablet com l'entrenadora
- Édouard Sulpice com a un estudiant
- Yun-Ping He com un oponent de mahjong
- Karl Ruben Noel com el ballarí
- Ava Baya com la xicota del ballarí
- Gauthier Boxebeld com el gerent
- Leila Muse com la periodista
- Esdras Registe com el col·lega
- Dominique Ratonnat com el professor
- Capucine Chappey com l'amic de parla anglesa d'en Lucas

## Premis i reconeixements
| Guardó                    | Data de la cerimònica | Categoria               | Receptor/a    | Resultat   | Ref.  |
| ------------------------- | --------------------- | ----------------------- | ------------- | ---------- | ----- |
| Premis César              | 23 de febrer de 2024  | Millor actriu revelació | Ella Rumpf    | Guanyadora | [ 7 ] |
| Premis César              | 23 de febrer de 2024  | Millor actor revelació  | Julien Frison | Nominat    | [ 7 ] |
| Premis Lumières           | 22 de gener de 2024   | Millor actriu revelació | Ella Rumpf    | Guanyadora |       |
| Paris Film Critics Awards | 4 February 2024       | Millor actriu revelació | Ella Rumpf    | Guanyadora | [ 8 ] |